# Старопичурское сельское поселение
Старопичурское се́льское поселе́ние — упразднённое муниципальное образование в Торбеевском районе Мордовии Российской Федерации.
Административный центр — село Старые Пичуры.

## История
Статус и границы сельского поселения установлены Законом Республики Мордовия от 28 декабря 2004 года № 127-З  «Об установлении границ муниципальных образований Торбеевского муниципального района, Торбеевского муниципального района и наделении их статусом сельского поселения, городского поселения и муниципального района».
Законом от 24 апреля 2019 года, Старопичурское сельское поселение и одноимённый ему сельсовет были упразднены (населённые пункты включены в Краснопольское сельское поселение и одноимённый сельсовет).

## Население
| 2002 | 2010 | 2012 | 2013 | 2014 | 2015 | 2016 |
| ---- | ---- | ---- | ---- | ---- | ---- | ---- |
| 697  | ↘597 | ↘573 | ↘542 | ↘517 | ↘496 | ↘475 |
| 2017 | 2018 | 2019 |      |      |      |      |
| ↘456 | ↘439 | ↘428 |      |      |      |      |

## Состав сельского поселения
| № | Населённый пункт   | Тип населённого пункта | Население |
| - | ------------------ | ---------------------- | --------- |
| 1 | Красаевка          | село                   | ↘281      |
| 2 | Покровские Выселки | деревня                | ↘61       |
| 3 | Старые Пичуры      | село                   | ↘255      |